# Dialeurolonga rotunda
Dialeurolonga rotunda là một loài côn trùng cánh nửa trong họ Aleyrodidae, phân họ Aleyrodinae.
Dialeurolonga rotunda được Takahashi miêu tả khoa học đầu tiên năm 1961.